# Willemsbrug (Grimbergen)
De Willemsbrug (voorheen Gouletbrug) is een ophaalbrug over het Dok van Vilvoorde in de gemeente Grimbergen. De huidige brug werd gebouwd in 1963 en bestaat uit vijf overspanningen. Aan iedere zijde twee zij-overspanningen in betonplaat (17,5 m en 19,4 m aan iedere zijde) en centraal een beweegbare overspanning van 21 m. De totale lengte bedraagt 94,8 m. De bovendelen van de ophaalbrug zijn in blauw en rood geschilderd.
De huidige brug werd gebouwd in 1963. Bij de aanleg van het insteekdok in de jaren 40 werd een eerste brug gebouwd op dezelfde locatie als de huidige brug.
Tot aan de jaren 60 van de twintigste eeuw was er een particuliere goederenspoorlijn over deze brug. Dit was de Chemin de Fer Industriel, die vanaf Buda via  beide zijden van het kanaal en de Verbrande Brug hier uit kwam.
In 1998 werd de brug aangepast zodat ze op afstand kan bediend worden, in 2002 werd de bovenbouw van de brug vernieuwd (herschilderen staalstructuur, nieuwe brugdekbekleding, nieuw houtwerk van de voetpaden).
De Willemsbrug dient niet verward te worden met de Willemsstraatbrug over de Zenne in Vilvoorde, 700 meter verder op dezelfde weg.

## Afbeeldingen

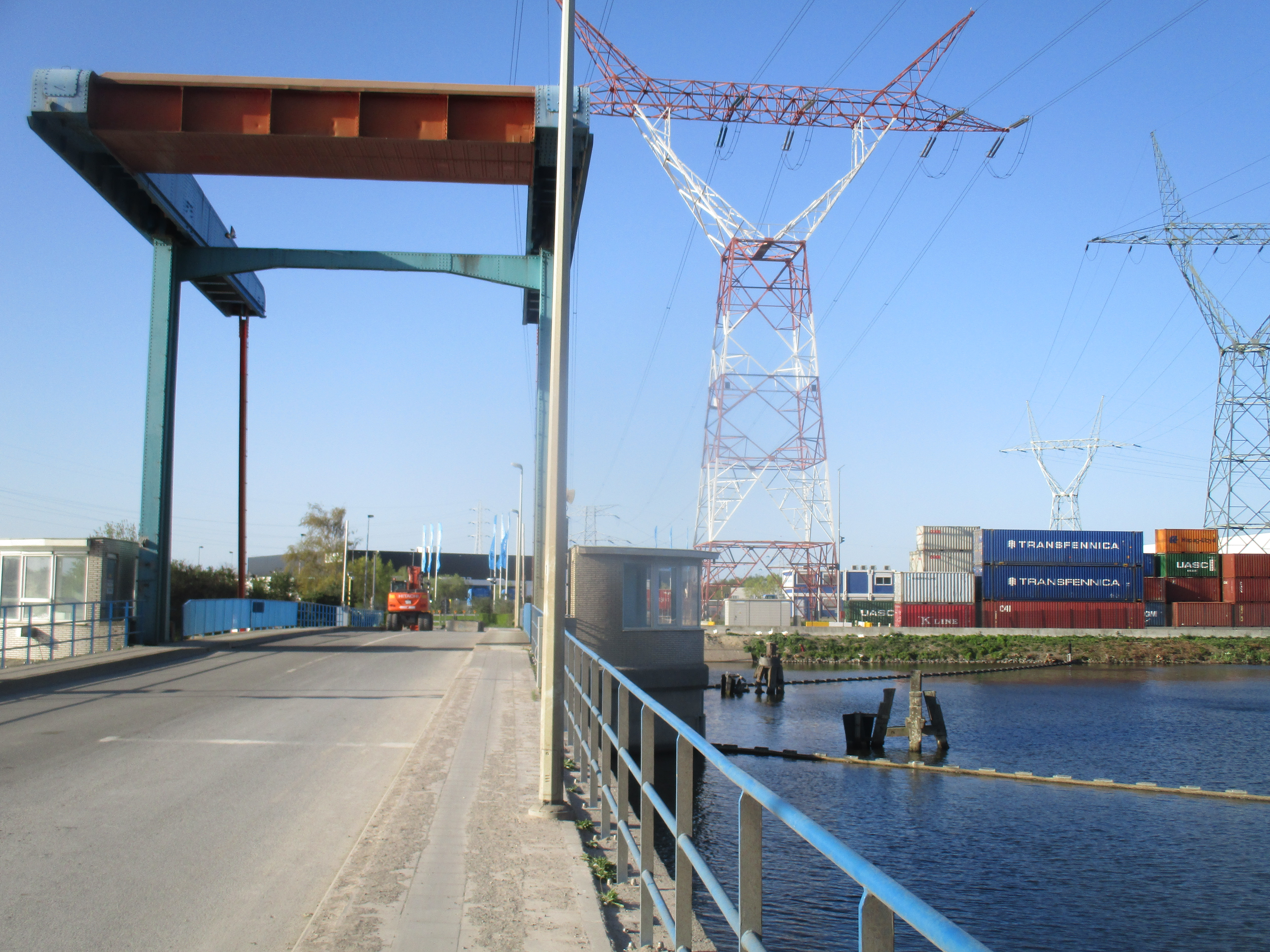
Willemsbrug (2020)
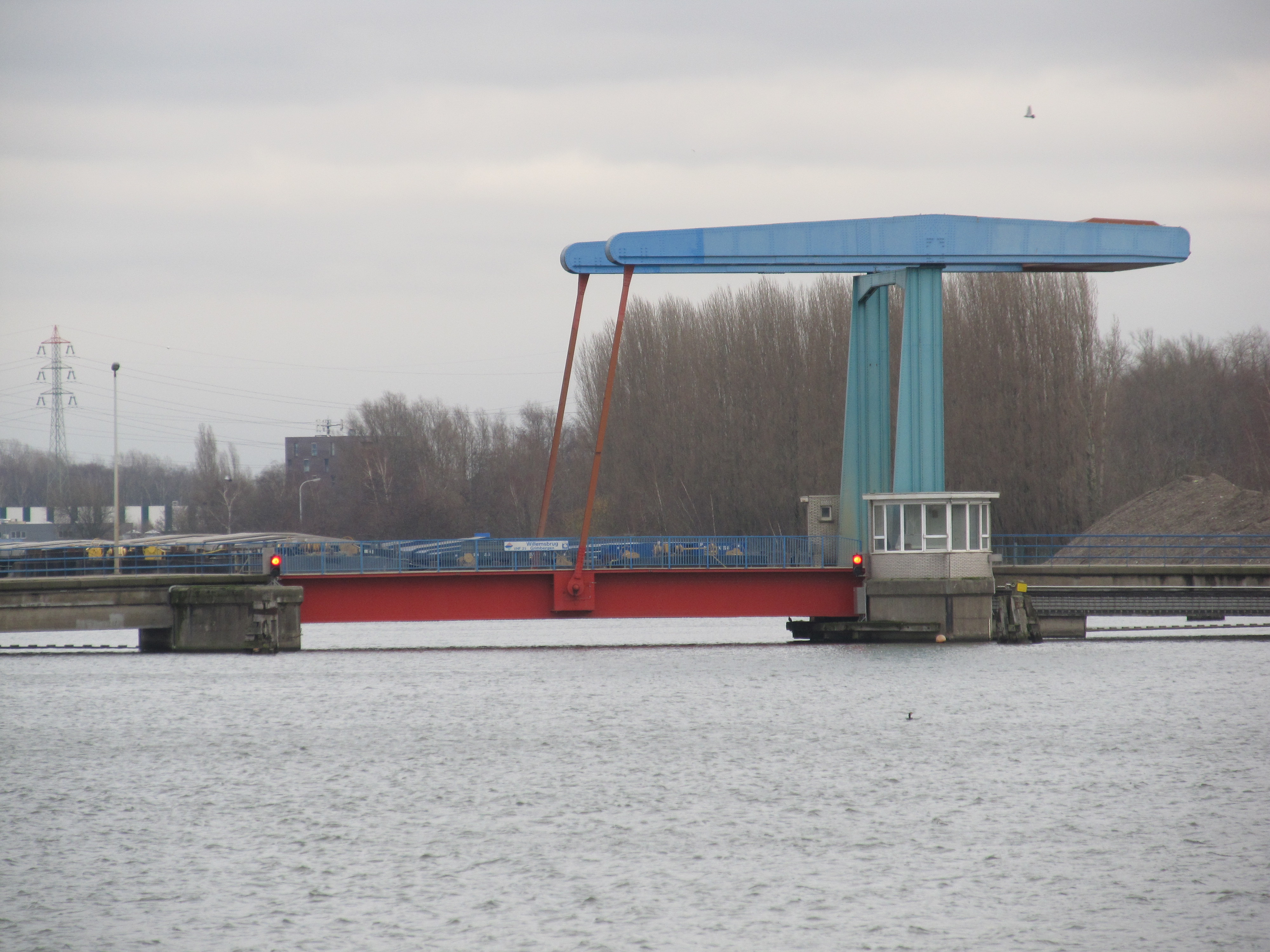
Zijzaanzicht van de Willemsbrug

Van Praetbrug · Budabrug · Viaduct van Vilvoorde · Salangaanbrug · Europabrug · Willemsbrug · Verbrande Brug · Humbeekbrug · Jan Bogaertsbrug · Brielenbrug · Ringbrug · Vredesbrug · IJzerenbrug · Victor Dumonbrug · Boulevardbrug · Nijverheidsbrug